# Jim Justice
Jim Justice (hay James Conley Jim Justice II, sinh ngày 27 tháng 4 năm 1951) là một nhà hoạt động thể thao, thiện nguyện, doanh nhân và chính trị gia người Mỹ. Ông hiện là Thống đốc thứ 36 của tiểu bang West Virginia kể từ năm 2017. Ông là một nhân vật có sự giao thoa, chuyển đổi chính trị giữa hai phe lưỡng Đảng giữa Dân chủ và Cộng hòa. Ban đầu, ông là Đảng viên Cộng hòa, tham gia ranh cử Thống đốc với tư cách là Đảng viên Dân chủ, đánh bại ứng cử viên của Đảng Cộng hòa, Bill Cole. Ông đã chuyển trở lại Đảng Cộng hòa trong nhiệm kỳ của mình, ủng hộ Tổng thống Donald Trump và đã giành chiến thắng tái đắc cử Thống đốc năm 2020 trước đối thủ ứng viên Đảng Dân chủ Ben Salango.
Jim Justice có học vị Thạc sĩ Quản trị kinh doanh, bên cạnh chính trị là một nhà kinh doanh trong lĩnh vực nông nghiệp và khoáng sản. Ông thừa kế công việc kinh doanh khai thác than từ cha mình và xây dựng đế chế kinh doanh với hơn 94 công ty, bao gồm cả The Greenbrier, một khu nghỉ dưỡng sang trọng; với tài sản ròng khoảng 1,6 tỷ USD, là người giàu nhất ở West Virginia. Ông hoạt động thiện nguyện và thể thao rộng rãi, là một người hâm mộ bóng bầu dục, nhà tổ chức bóng chày, người chơi golf và huấn luyện viên bóng rổ nổi tiếng ở Virginia.

## Xuất thân và giáo dục
Jim Justuce sinh ra ở thủ phủ Charleston, West Virginia, tên khai sinh là James Conley Jim Justice II, là con trai của James Conley Jim Justice và Edna Ruth (nhũ danh Perry) Jim Justice. Ông lớn lên ở quận Raleigh, West Virginia, theo học phổ thông ở quê nhà. Ở tuổi thanh niên, ông đăng ký học tại Đại học Tennessee với học bổng thể thao cho môn đánh golf, nhưng lại chuyển sang Đại học Marshall ở thành phố Huntington, West Virginia. Tại trường Marshall, ông là đội trưởng của đội chơi golf Thundering Herd. Ông lấy bằng cử nhân và Thạc sĩ Quản trị Kinh doanh tại Marshall.

## Sự nghiệp kinh doanh

### Nông nghiệp và khoáng sản

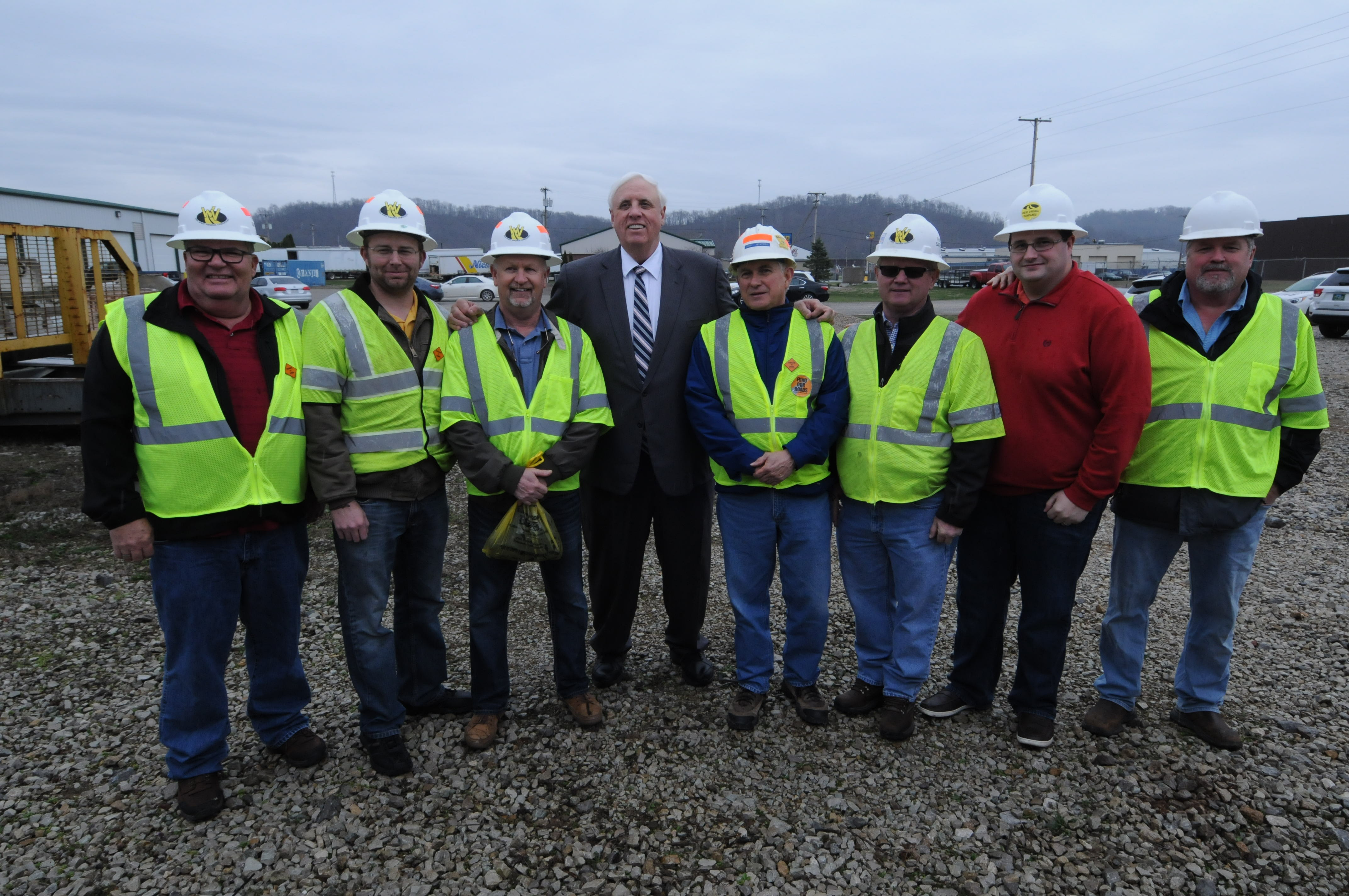
Jim Justice và công nhân than khoáng sản.

Sau khi tốt nghiệp đại học, Jim Justice bắt đầu tham gia kinh doanh nông nghiệp, một lĩnh vực lâu đời có nền tảng của gia đình. Năm 1977, ông thành lập Trang trại Bluestone, cho đến năm 2021 đã hoạt động ở 50.000 mẫu Anh (20.000 ha) đất nông nghiệp, và là nhà sản xuất ngũ cốc hàng đầu Bờ Đông Hoa Kỳ, là nhà vô địch quốc gia bảy lần về trồng ngô.. Trong thời gian đó, ông cũng phát triển đồn điền Stoney Brook, một khu bảo tồn săn bắn và đánh cá rộng 15.000 mẫu Anh ở quận Monroe. Năm 1993, bố ông qua đời, Jim Justice được thừa kế quyền sở hữu của hai doanh nghiệp Bluestone Industries và Bluestone Coal Corporation. Năm 2009, ông bán một số kinh doanh than của mình cho công ty Mechel của Nga với giá 568 triệu USD. Vào năm 2015, sau khi giá than giảm mạnh khiến Mechel phải đóng cửa một số mỏ, ông đã mua lại doanh nghiệp này với giá chỉ 5,0 triệu USD. Kể từ khi mua lại mỏ từ Mechel, Jim Justice đã mở lại một số mỏ và thuê hơn 200 thợ khai thác than. Năm 2014, Forbes ước tính giá trị tài sản ròng của Jim Justice là 1,6 tỷ USD. Ông đóng vai trò là chủ sở hữu hoặc Giám đốc điều hành của hơn 50 công ty, bao gồm cả Greenbrier ở thành phố White Sulphur Springs mà ông đã mua với giá 20,5 triệu USD vào năm 2009, ngăn chặn phá sản và khôi phục hãng; tính đến năm 2014, ông sở hữu 70 mỏ đang hoạt động tại năm tiểu bang. Trước khi nhậm chức Thống đốc, Jim Justice đã từ chức tất cả các vị trí điều hành mà ông nắm giữ tại doanh nghiệp của mình, giao cho con gái Jill Justice phụ trách Greenbrier và con trai Jay Justice phụ trách các doanh nghiệp khai thác và nông nghiệp của mình. Trong Đại dịch COVID-19 năm 2020, Jim Justice và các doanh nghiệp của gia đình ông đã nhận được ít nhất từ 11 triệu đến 24 triệu USD viện trợ thông qua Chương trình Bảo vệ tiền lương.

### Cáo buộc dân sự
Các công ty khai thác của Jim Justice trong một số trường hợp bị cáo buộc vi phạm an toàn và chưa nộp thuế. Ông bị cáo buộc nợ chính phủ hàng USD tiền thuế, và phí khai thác than chưa thanh toán cùng tiền phạt; nhận những cáo buộc ở sáu tiểu bang, bao gồm thuế tài sản và khoáng sản, thuế khai thác và khấu lưu than của tiểu bang, thu nhập liên bang, thuế tiêu thụ đặc biệt và thuế thất nghiệp, cũng như các vấn đề về an toàn bom mìn, ở quận, tiểu bang và liên bang. Hai vụ kiện liên quan đến nợ đã được giải quyết vào năm 2019, 2020, các công ty khai thác mỏ do ông hoặc gia đình ông làm chủ đã đồng ý trả 5,0 triệu USD tiền phạt an toàn lao động do vi phạm. Theo một cuộc điều tra của ProPublica, Jim Justice đã trả hơn 128 triệu USD cho những bản án và dàn xếp đối với các hóa đơn chưa thanh toán của các doanh nghiệp của mình.

## Sự nghiệp chính trị

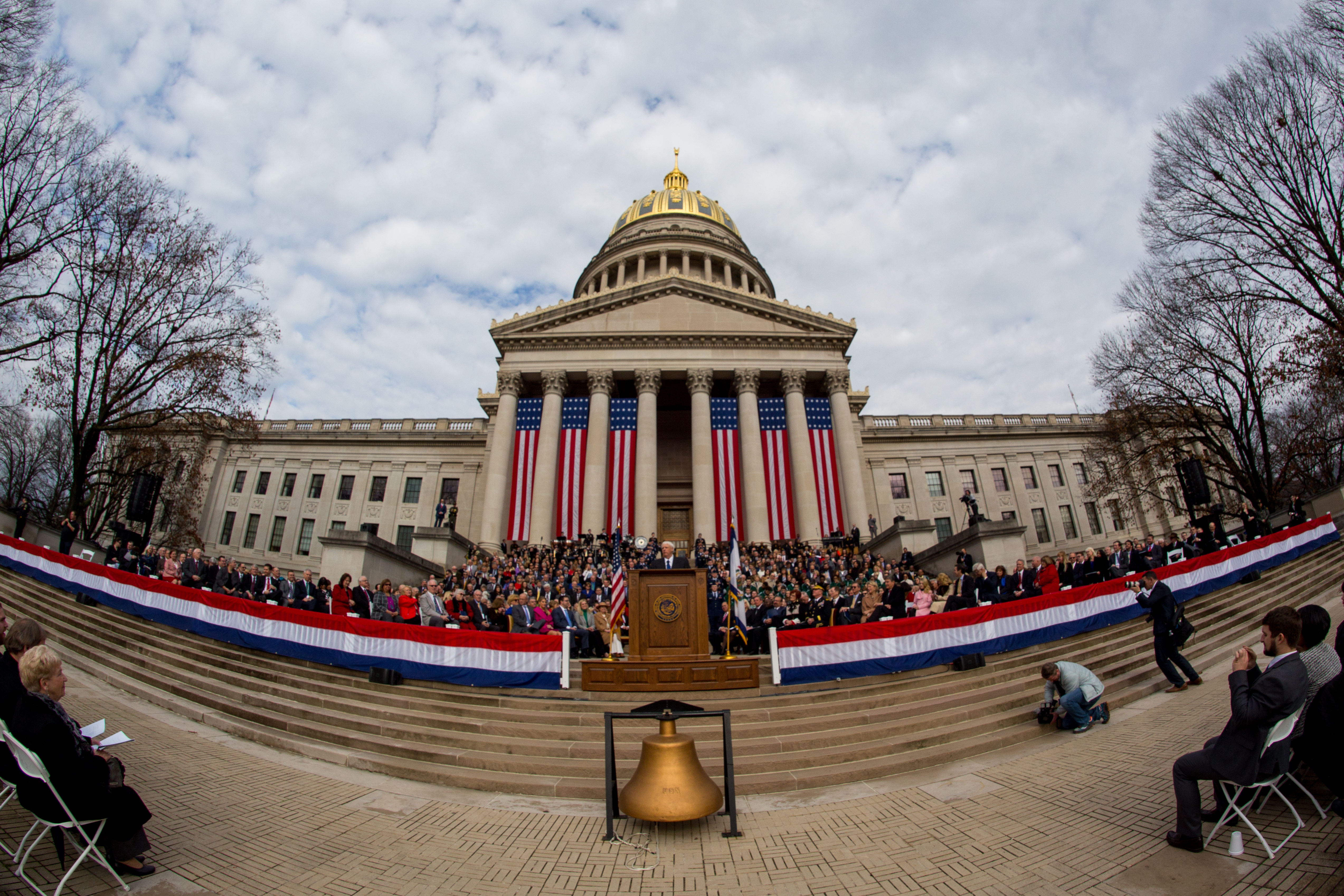
Jim Justice tuyên thệ nhậm chức năm 2017.

### Tranh cử
Năm 2015, Jim Justice tuyên bố ứng cử Thống đốc West Virginia trong cuộc bầu cử năm 2016 với tư cách là Đảng viên Đảng Dân chủ. Ông từng là Đảng viên đã đăng ký của Đảng Cộng hòa cho đến khi thay đổi đăng ký vào tháng 2 năm 2015. Đây là lần đầu tiên ông tranh cử vào chức vụ chính trị. Vào tháng 5 năm 2016, Jim Justice đã giành được đề cử của Đảng Dân chủ cho vị trí Thống đốc và tranh cử với ứng cử viên của Đảng Cộng hòa Bill Cole trong cuộc tổng tuyển cử. Đến ngày 8 tháng 11, Jim Justice đã thắng trong cuộc bầu cử, nhận được sự đồng thuận từ Liên minh Công nhân Mỏ (United Mine Workers).
Vào tháng 1 năm 2019, Jim Justice tuyên bố chiến dịch tái tranh cử của mình để tiếp tục một nhiệm kỳ nữa. Trong lần tranh cử thứ hai, ông đã tham gia với tư cách là một Đảng viên Cộng hòa, trước đó ông đã thay đổi đăng ký đảng của mình sau cuộc gặp gỡ năm 2017 có sự góp mặt của Tổng thống Donald Trump. Trong cuộc bầu cử sơ bộ, ông đã vượt qua nhiều ứng viên trong nhóm của mình. Tại suốt mùa chiến dịch tổng tuyển cử, ông tập trung vào vấn đề về Đại dịch COVID-19, thặng dư ngân sách của tiểu bang và cuộc khủng hoảng lạm dụng chất kích thích. Vào ngày 3 tháng 11 năm 2020, ông đánh bại Ben Salango, trở thành ứng cử viên Đảng Cộng hòa West Virginia đầu tiên giành chiến thắng kể từ Cecil Underwood vào năm 1996; cùng nhiệm kỳ thứ hai kể từ Arch A. Moore Jr. vào năm 1976. Jim Justice đã nhận được sự tán thành của Hiệp hội Than West Virginia, cho rằng ông đã bảo vệ các công nhân khai thác, tăng sản lượng than và khám phá sáng tạo để sử dụng than cho các sản phẩm mới cùng với các cơ hội việc làm ở hạ nguồn.

### Thống đốc West Virginia

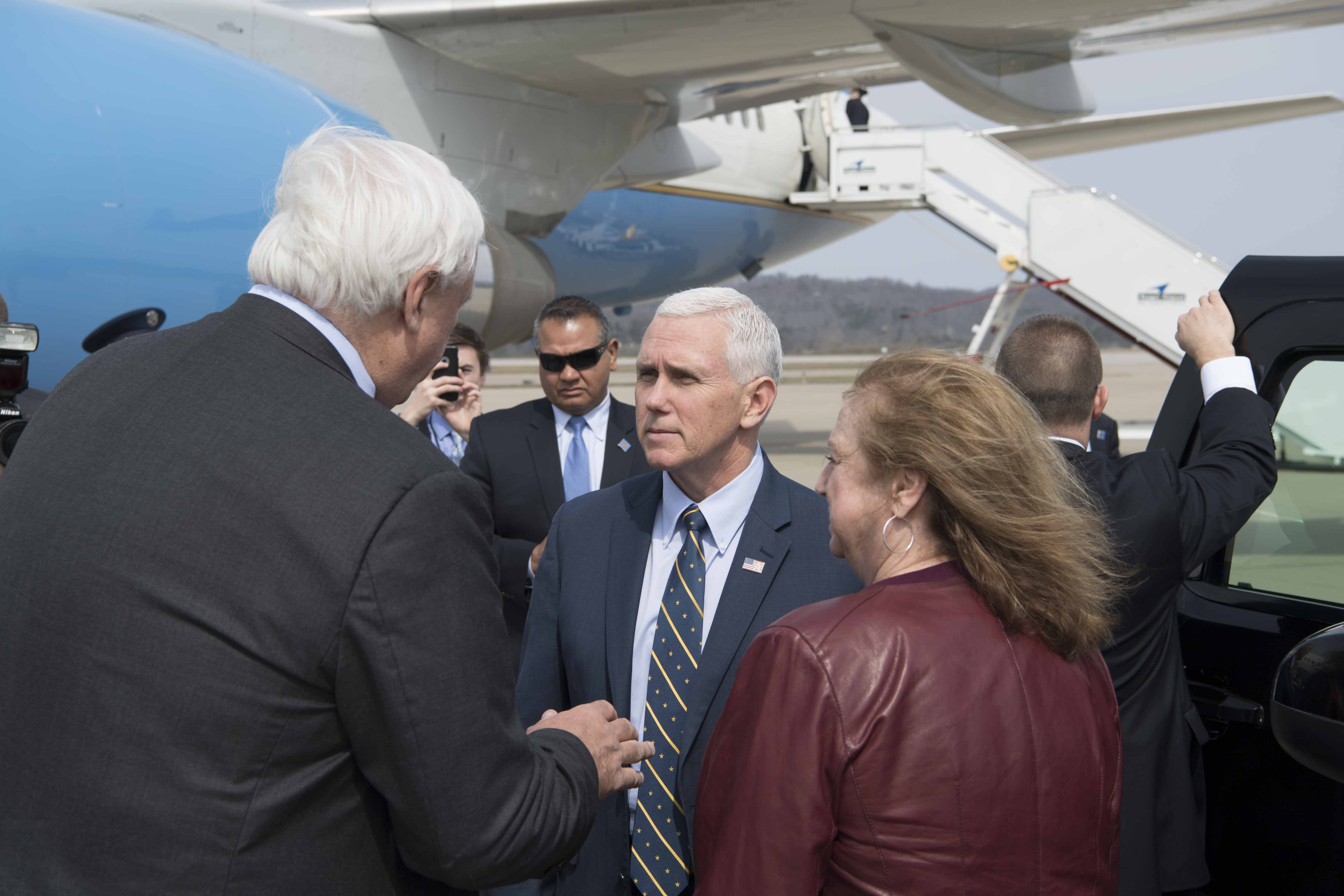
Jim Justice gặp Phó Tổng thống Mike Pence năm 2017.

Jim Justice nhậm chức Thống đốc vào ngày 16 tháng 1 năm 2017. Để cải thiện tình hình ngân sách của West Virginia, ông đã đề xuất tăng doanh thu của tiểu bang thêm 450 triệu USD, chủ yếu bằng cách tăng thuế bán hàng tiêu dùng, tái thiết lập ngành kinh doanh và thuế nghề nghiệp (B&O), thiết lập thuế đối với người giàu có. Ông cũng phản đối kế hoạch cắt giảm chi tiêu cho y tế và giáo dục. Vào ngày 13 tháng 4 năm 2017, trong khi phủ quyết dự luật ngân sách được thông qua bởi Hội đòng Lập pháp West Virginia do Đảng Cộng hòa kiểm soát.
Vào ngày 3 tháng 8 năm 2017, Jim Justice thông báo rằng ông đã gia nhập lại Đảng Cộng hòa. Ông đã đưa ra thông báo tại một cuộc gặp do Tổng thống Donald Trump tổ chức ở Huntington và cũng xác nhận sự ủng hộ của mình đối với Tổng thống đương nhiệm thời điểm đó. Jim Justice nói rằng ông quay trở lại GOP vì không thể ủng họ Donald Trump với tư cách là một Đảng viên Đảng Dân chủ. Thông báo này gây bất ngờ cho hệ thống cơ quan tiểu bang. Sau khi chuyển sang Đảng Cộng hòa, ban đầu ông vẫn ủng hộ ứng viên Đảng Dân chủ đương nhiệm Joe Manchin cho chiến dịch tái tranh cử của Thượng viện năm 2018 ở West Virginia. Tuy nhiên, sau đó trong cuộc tổng tuyển cử, ông đã tán thành ứng cử viên Thượng viện của Đảng Cộng hòa, Patrick Morrisey. Vào tháng 2 năm 2021, khi được The New York Times hỏi liệu về việc ông liệu đã từng có kế hoạch chống lại Joe Manchin hay không, Jim Justice trả lời rằng ông không có kế hoạch đó, ông chỉ muốn tốt cho West Virgina. Trong nhiệm kỳ của ông, Phó Thống đốc West Virginia là Mitch Carmichael và Craig Blair.

## Lịch sử tranh cử
Jim Justice đã trải qua hai đợt tổng tuyển cử Thống đốc West Virginia 2016 và 2020 bao gồm bầu cử sơ bộ nội bộ đảng và bầu cử chung cuộc toàn bag. Tại hai đợt tranh cử, ông ở hai phe đối lập, đợt thứ nhất ở Đảng Dân chủ và đợt thứ hai ở Đảng Cộng hòa.

## Thiện nguyện
Bên cạnh kinh doanh, Jim Justice còn hoạt động từ thiện, đã bao gồm quyên góp 25 triệu USD cho Trại Hướng đạo Quốc gia James C. Jim Justice tại Khu bảo tồn Hướng đạo Quốc gia Summit Bechtel, 5,0 triệu USD cho Đại học Marshall và 10 triệu USD cho Phòng khám Cleveland. Jim Justice tặng hơn 1,0 triệu USD quà Giáng sinh hàng năm thông qua chương trình Dream Tree for Kids.

## Đời tư

### Gia đình
Jim Justice gặp Cathy (nhũ danh Comer) ở trường trung học, hai người kết hôn năm 1975. Họ có hai con, con trai Jay Justice và con gái Jill Justice. Gia đình là thành viên của Giáo hội Baptist ở Beckley, West Virginia, một giáo đoàn của các Giáo hội Baptist Hoa Kỳ. Ông là người có thể chất đặc biệt khi cao tới 2,01 m. Jim Justice cùng gia đình sống ở Lewisburg, West Virginia. Ông bị kiện về nơi cư trú của mình vì không thực sự sống trong Dinh thự Thống đốc West Virginia ở Charleston; khi mà Hiến pháp tiểu bang yêu cầu Thống đốc cư trú tại trụ sở chính phủ.

### Thể thao
Trong đời tư, Jim Justice yêu thích thể thao, các môn như golf, bóng bầu dục, bóng rổ, bóng chày. Về bóng bầu dục, ông là người hâm mộ lâu dài của câu lạc bộ New Orleans Saints tại giải National Football League (NFL) và đã chi 30 triệu USD để phát triển một cơ sở đào tạo vào năm 2014 tại Greenbrier. Về golf, cho đến năm 2019, ông đã tổ chức Greenbrier Classic, một sự kiện PGA Tour tại Greenbrier hàng năm. Về bóng chày, từ năm 1992, Jim Justice là chủ tịch của Beckley Little League. Ông đã giúp chương trình mở rộng đến hơn 1.000 trẻ em chơi trên 80 đội bóng chày. Đối với bóng rổ, ông là huấn luyện viên bóng rổ nữ tại Trường Trung học Greenbrier East từ năm 2003, từng giành chức vô địch tiểu bang vào năm 2012. Năm 2011, ông cũng trở thành huấn luyện viên trưởng cho các đội bóng rổ nam cho đến năm năm 2017. Ông là huấn luyện viên duy nhất ở cấp độ AAA từng huấn luyện cả đội bóng rổ nam và nữ. Jim Justice nói rằng mặc dù dành nhiều thời gian kinh doanh, cho chính trị nhưng vẫn sẽ huấn luyện bóng rổ trong thời gian phục vụ.